# Villiers-sur-Loir
Villiers-sur-Loir is een gemeente in het Franse departement Loir-et-Cher (regio Centre-Val de Loire). De plaats maakt deel uit van het arrondissement Vendôme. Villiers-sur-Loir telde op 1 januari 2022 1.115 inwoners.

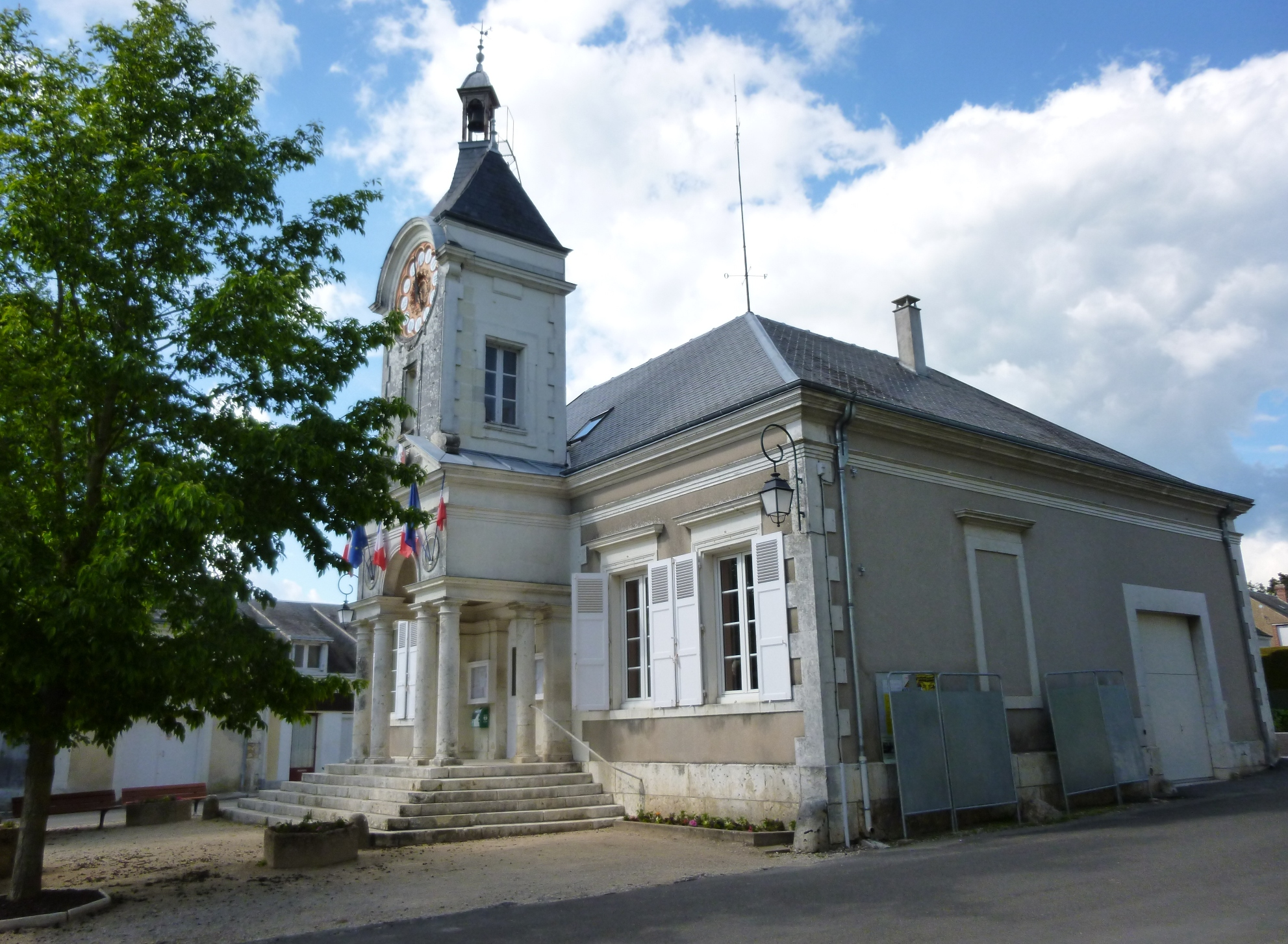
Gemeentehuis
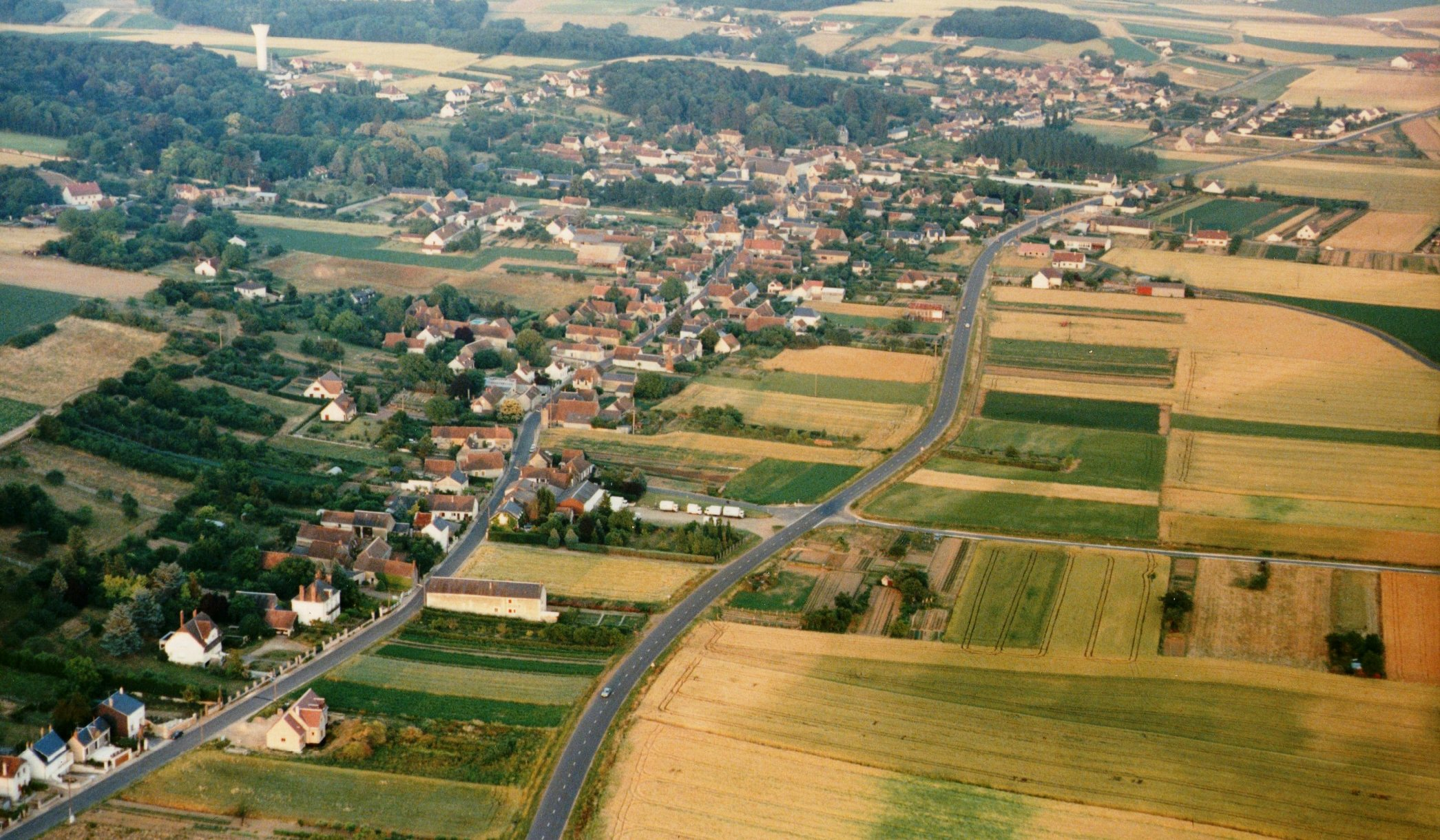
Villiers-sur-Loir

## Geografie
De oppervlakte van Villiers-sur-Loir bedroeg op 1 januari 2022 9,96 vierkante kilometer; de bevolkingsdichtheid was toen 111,9 inwoners per km².
De onderstaande kaart toont de ligging van Villiers-sur-Loir met de belangrijkste infrastructuur en aangrenzende gemeenten.

## Demografie
Onderstaande figuur toont het verloop van het inwonertal (bron: INSEE-tellingen).